# آندریا کربنی
آندریا کربنی (زادهٔ ۴ فوریه ۲۰۰۱) بازیکن فوتبال اهل ایتالیا است که هم اکنون برای باشگاه فوتبال مونتسا در پست مدافع  بازی می‌کند.